# كانوفيلاس
بلدية كانوبيليس (بالكاتالانية: Canovelles) هي إحدى بلديات مقاطعة برشلونة، والتي تقع في منطقة كاتالونيا، شرق إسبانيا.
يبلغ عدد سكانها 15.704 نسمة وفقاً لإحصائية سنة (2007).

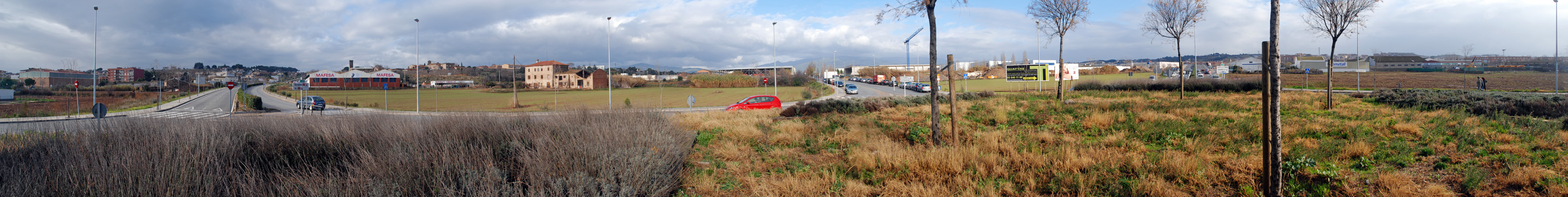

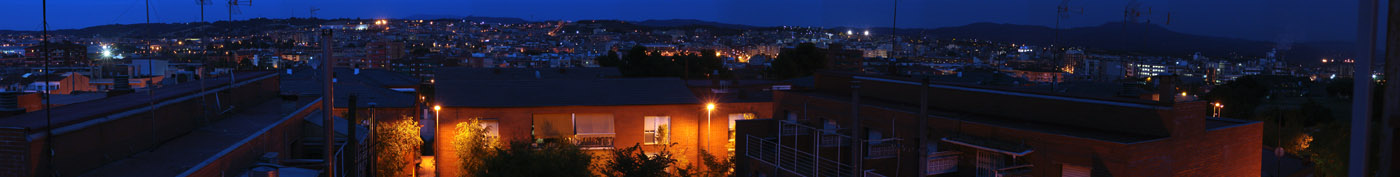